# Ley Justina
La Ley Justina o Ley de trasplante de órganos, tejidos y células (N° 27.447) regula las actividades relacionadas con la obtención y utilización de órganos, tejidos y células de origen humano en Argentina. A partir de ésta ley todas las personas mayores de edad son donantes de órganos, salvo que hubieran expresado su voluntad contraria.

## Historia

### Antecedentes
Justina Lo Cane fue una niña de 12 años que murió esperando un trasplante de corazón. La niña esperó la intervención por 4 meses y estuvo internada en la Fundación Favaloro pero el órgano no llegó y su estado de salud se fue debilitando.
Su historia inspiró una campaña que impulsó un proyecto de trasplante de órganos, tejidos y células que convierte a todos los argentinos mayores de 18 años en donantes, a menos que antes de morir hayan dejado por escrito lo contrario.

### Normativa
La modificación que introduce la normativa implica que los familiares de alguna persona fallecida ya no serán quienes tengan a su cargo la autorización de la donación. Establece respecto a los derechos de donantes y receptores la intimidad, privacidad y confidencialidad; a la integridad; a la información y al trato equitativo e igualitario.
La ley resalta que se podrá realizar la ablación de órganos a toda persona mayor de 18 años que no haya dejado una constancia expresa de su oposición a la donación. También se incorpora la Donación Renal Cruzada.
Respecto a los certificados de fallecimiento, se simplifican los procesos para diagnosticar la muerte de la persona. Los profesionales deberán seguir el protocolo establecido por el Ministerio de Salud de la Nación que tiene el asesoramiento del INCUCAI y se establece como hora del fallecimiento el instante en que se completó el diagnóstico de la muerte.
La normativa  propone que tanto los hospitales públicos y privados cuenten con servicios destinados a la donación de órganos y al tratamiento del paciente. Se crea el Servicio de Procuración que deberá contar con al menos un médico que detecte potenciales donantes, asesore a las familias y garantice el proceso de donación. También se establece capacitación para a profesionales que formen parte del proceso de donación y trasplante.
La modificación de la ley se enmarca en los principios de dignidad, autonomía, solidaridad, y justicia distributiva en la asignación de órganos, equidad.